# Palazzo Contarini Dal Zaffo (Dorsoduro)
Palazzo Contarini Polignac, noto anche come Palazzo Contarini Dal Zaffo è un palazzo di Venezia, situato nel sestiere di Dorsoduro e affacciato sul Canal Grande, in posizione intermedia tra il Ponte dell'Accademia e Palazzo Barbarigo, tra Palazzo Brandolin Rota e Palazzo Balbi Valier.

## Attribuzione
Non si conosce il committente del Palazzo, sovente attribuito a Giovanni Buora (o in alternativa a Mauro Codussi o a Pietro Lombardo). L'architetto, che nel realizzarlo si ispirò allo stile lombardesco, ci fornisce il primo esempio assieme a Ca' Dario di architettura rinascimentale nella città lagunare; è databile alla seconda metà del XV secolo.

## Storia
La famiglia Contarini dal Zaffo, di cui è celebre l'omonimo palazzo di Cannaregio, lo ristrutturò fra il 1562 e il 1582, senza alterarne gli esterni. Il nome è dovuto ad un esponente della famiglia, Giorgio Contarini, che fu conte di Jaffa, in Palestina. Il palazzo passò, a partire dal 1758, a più famiglie facoltose: prima ai Manzoni, poi agli Angaran e ai Polignac. Da quest'ultima famiglia il palazzo prende il nome di Contarini Polignac: quando fu dimora della principessa di Polignac, il palazzo divenne luogo di un grande salotto intellettuale, ospitando personalità di rilievo nel campo delle arti (specie la musica), come Igor' Fëdorovič Stravinskij.
Oggi è ancora una residenza privata, proprietà della famiglia Polignac: è stata restaurata tra il 2004 e il 2007.

## Architettura
La facciata tipicamente rinascimentale, su tre livelli, è interamente coperta da raffinati marmi che, disegnando una singolare policromia, le conferiscono particolare bellezza e risalto. Appare come la mescolanza di forme ispirate all'arte bizantina, elementi rinascimentali e componenti di matrice toscana, andando così a creare un quadro d'unione le cui severità e grazia furono molto apprezzate persino da John Ruskin, nonostante opponessero un anacronistico rifiuto alle forme ormai esasperate dell'architettura gotica, pronte a cedere il passo alle forme rinascimentali.
La struttura si erge certamente su una fabbrica precedente, di matrice bizantina, della quale sopravvivono soltanto la forma delle finestre e le decorazioni a tondo che arricchiscono la facciata. Due sono i piani nobili, entrambi con lo stesso schema, che al centro vede una pentafora a tutto sesto e due monofore per lato, tutte inscritte in cornici decorate con disegni circolari policromi. Anche al pian terreno le aperture sono a tutto sesto, per un totale di sei monofore più il portale, posto centralmente e con accesso direttamente sul canale.
Il lato destro dell'edificio è in comune Palazzo Brandolin Rota, mentre il lato sinistro presenta una bella facciata con trifora al secondo piano e terrazza coperta al primo, che dà su un giardino aperto sul Canal Grande e confinante con Palazzo Balbi Valier. Sul retro, l'edificio si affaccia con polifore su una corte arricchita da vera da pozzo.
Malgrado sia la facciata il vero capolavoro per cui ha importanza la struttura, va citato anche l'interno: infatti vi sono, in buone condizioni, degli affreschi dovuti alla mano di Giandomenico Tiepolo, nonché saloni molto prestigiosi.

## Curiosità

Palazzo Contarini, Venezia di Claude Monet, oggi al Museo d'Arte di San Gallo.

Un quadro di Claude Monet risalente al 1908 ritrae la facciata del palazzo: anche Ca' Dario e Palazzo Da Mula Morosini furono dipinti dal pittore impressionista.